# Club Fraternal Barranco
El club Fraternal Barranco es un club de fútbol perteneciente al Distrito de Barranco, Departamento de Lima, del Perú. El club se fundó en 1915 y participa en la Copa Perú. Fue uno de los primeros clubes barranquinos en integrarse en la Liga Peruana de Fútbol y posteriormente uno de los fundadores de la Liga Distrital de Barranco en 1975.

## Historia
El club Fraternal Barranco es actualmente club deportivo más longevo y uno de los más tradicionales y populares del Distrito de Barranco, fundado el 3 de julio del 1915. En el mismo periodo, se afilia en la División Intermedia, donde logra ascender a la División de Honor de 1916. Permanece en la máxima categoría hasta la temporada de 1919, donde el club se retiró de la competencia y descendiendo División Intermedia de 1920. El club Fraternal Barranco logra participar División Intermedia hasta 1925. 
Luego club Fraternal Barranco se retira de la División Intermedia y se afilia en la Liga de Balnearios que era la Segunda División de la Liga de Balnearios (era equivalente tercera división nacional) hasta 1929 y luego a la Tercera División de la Liga de Balnearios (equivalente cuarta división nacional) durante el cambio del formato del campeonato de 1930, al año siguiente asciende a la segunda división de la liga de Balnearios, para en el año 1934, ascender a la primera división de la liga de Balnearios donde permanece hasta el año 1975, obteniendo numerosos campeonatos. A partir de los años 60 el club cambia su nombre a Fraternal Sporting Club Barranco.
Con el paso de los años se crearon más distritos metropolitanos, con ello también más ligas distritales. Ante este hecho la Liga de Balnearios perdió jerarquía. A partir de 1975, se funda la Liga Distrital de Barranco donde Fraternal Sporting Club Barranco es uno de los clubes fundadores. Además la liga está afiliada bajo formato y sistema de la Copa Perú. El club desempeñó campañas tratando de retornar a la primera profesional siendo el gran protagonista de la década de los 80, al ser el único equipo en obtener cuatro títulos en ese periodo. En la década de 1990 y a principios de ese periodo obtiene dos títulos más de la Liga Distrital de Barranco. Entrando al milenio desciende a Segunda División y vuelve a ascender a primera división en el año 2008, descendiendo nuevamente a segunda división en el año 2010. Sin embargo, Fraternal Sporting Club Barranco pierde la categoría al descender de la Segunda a Tercera División Distrital de Barranco en la temporada 2012. Desde entonces el club no volvió a participar en la categoría hasta el año 2017, donde reapareció en el campeonato de tercera división de la Liga Distrital de Barranco, obteniendo el título de campeón de dicho torneo. En el año 2022, participó nuevamente después de la pandemia en el torneo de segunda división obteniendo el subcampeonato y por ende el ascenso directo a la primera división del año 2023.
El equipo principal del club Fraternal Sporting Club Barranco, se encuentra actualmente afiliado de la Liga Distrital de Barranco y participara en el campeonato de primera División 2023. Asimismo, participa en torneos de fútbol máster (donde fue campeón de Barranco 2016), torneos infantiles, juveniles de la liga del distrito y actualmente representa al distrito en el campeonato de segunda profesional máster de lima. metropolitana.

## Actualidad
En el año 2022, el Fraternal Barranco participó en el campeonato de la segunda división distrital. En dicho torneo logró obtener el subcampeonato y el ascenso directo a la primera división de la liga distrital futbol de Barranco para el presente año 2023.

## Sede
El club cuenta con su propio local institucional sito en Jirón García y García n.° 628 en el Distrito de Barranco.

## Uniforme
- Titular: Camiseta amarilla con una raya central negra, pantalón negro y medias amarrillas.
- Secundiaria: Camiseta amarilla con rayas negras negra, pantalón negro y medias amarrillas con bandas negras.
- Tercera: Camiseta amarilla, pantalón negro y medias negras.

## Evolución Uniforme 1960  al 2018

#### Titular
| 1960 al 1969 | 1970 al 1979 | 1980-1989 | 1990-1999 | 2002-2010 | 2011-2015 | 2016-2018 |  |

#### Alterno
| 1969 | 1982-1987 | 2001-2010 | 2011-2015 | 2016-2018 | 2017/2018 |  |

#### Master
| 2016/2017 | 2018/2019 | 2016-2019 |  |

## Jugadores
- Máximo Rojas
- Julio Aparicio
- Nicolás Oliva Samillán
- Juan Castro
- Jorge Luis Vargas
- Roberto Pérez
- Carlos Vargas Alfaro
- Juan Carlos Caceda
- Rolando Farfán Vigil

## Datos del club
- Temporadas en Segunda División: 7 (1915, 1920 al 1925).
- Temporadas en Primera División: 2 (1917, 1918).
- Temporadas en Liga Balnearios: Hasta 1974
- Temporadas en Liga Distrital Barranco:  1975 al 2012

## Palmarés

### Torneos regionales
- Liga Distrital de Barranco: 1987, 1992.
- Liga Copa Perú 2da Amateur: 1988.
- Tercera División Barranco (1): 2017.
- Segunda División subcampeonato 2022